# Бурден, Фредерик
Фредерик Бурден (фр. Frédéric Bourdin) (родился 13 июня 1974 года в Нантере) — французский серийный самозванец, прозванный прессой «Хамелеоном».

## Биография

### Раннее детство
Со слов самого Бурдена, со слов его адвоката и по сообщениям СМИ, парень являлся внебрачным сыном некоей Гислен Бурден. Она намеревалась сделать аборт, как того требовал её отец и дед Фредерика, но в результате родила в 18 лет мальчика. В интервью «New Yorker» она сказала, что отец Бурдена был женатым мужчиной, который иммигрировал из Алжира. В 2 года ребёнка отдали под опеку бабушки и дедушки в Париж. В 12 лет его отправили в детский дом.

### Самозванец
У Бурдена была масса фальшивых личностей. Первую он придумал ещё будучи ребёнком. Мальчик звонил в полицию и говорил, что является пропавшим ребёнком, что его пытали, или врал, что родители либо умерли, либо выгнали его из дома. Он проделывал это много раз по всей Европе. Впоследствии многие недоумевали, как и почему тридцатилетний мужчина выдавал себя за подростка-сироту. Никаких сексуальных отклонений или материального интереса у него не было. Бурден просто получал от всего этого удовольствие.
Юноша начал свой обман как только покинул детский дом, и по состоянию на 2005 год взял на себя по меньшей мере 39 фальшивых личностей. Трое из них были подростками, пропавшими без вести.
В 1997 году Бурден выдал себя за Николаса Бэркли (англ. Nicholas Barclay), пропавшего ребёнка из Сан-Антонио, штат Техас. Он пригласил своих потенциальных родителей в американское посольство в Испании, чтобы встретиться с ним. Хотя у Бурдена были карие глаза и французский акцент, он убедил семью, что является их голубоглазым сыном, который исчез три года тому назад. Он сказал, что стал жертвой дельцов, поставляющих несовершеннолетних для индустрии детской проституции. Бурден жил с семьей в течение трёх месяцев до того момента, когда был заподозрен местным детективом Чарли Паркером в подлоге и лжи, которые были подтверждены ДНК-тестом. Он был заключен в тюрьму на 6 лет.
Когда Бурден вернулся из США в 2003 году, он переехал в Гренобль и стал выдавать себя за Лео Балета, подростка, который считался пропавшим без вести с 1996 года. ДНК-тестом удалось это опровергнуть.
В августе 2004 года в Испании он утверждал, что является подростком Рубеном Санчесом Эспиносой и говорил, что его мать погибла в Мадриде во время террористического акта. Когда полиция узнала правду, его депортировали во Францию.
В июне 2005 года Бурден выдал себя за 15-летнего испанского сироту Франсиско Эрнандес-Фернандес. Он проводит месяц в колледже Жан Моне в городке По во Франции. Он утверждал, что его родители погибли в автомобильной катастрофе, одевался, как подросток, имитировал стиль ходьбы подростка, закрывал залысины бейсболкой и использовал для удаления волос на лице специальные кремы. 12 июня преподаватель разоблачил его после того, как случайно увидел телепрограмму о «подвигах» своего подопечного. 16 сентября Бурден был приговорен к четырем месяцам лишения свободы за использование чужого имени «Лео Балет».
По его собственным словам из интервью 2005 года, Бурден проделывал всё это с одной единственной целью — он хотел любви и внимания, которые не получил в детстве. Он появлялся во французских и американских телевизионных шоу, но продолжал свой обман.

## Личная жизнь
В 2007 году после года ухаживания Бурден женился на француженке по имени Изабель. У них родилось пятеро детей, семья жила в Ле-Мане. 23 марта 2017 года Бурден написал в Фейсбуке, что Изабель ушла от него (дети остались с ним), пояснив, что все эти 10 лет брака она была с ним крайне несчастлива.
В 2015 году Бурден через суд добился того, чтобы из ряда реестров были удалены все записи о его судимости, так как это препятствовало его поиску работы.

## В культуре
В 2010 году по произведению Жана-Поля Саломе «Случай Николаса Бэркли» был снят фильм «Хамелеон». Бурден (в фильме переименован в Фортена) выступал в роли консультанта картины. В фильме его играет канадский актер Марк-Андре Гронден.
В 2012 году Барт Лэйтон снял документальный фильм «Самозванец», который основан на истории пропажи Николаса Бэркли. Фильм представляет собой реконструкцию тех событий и сопровождается вставками в виде интервью с реальными участниками, включая Бурдена и семью Бэркли.
Книга Кристин Терилл «Здесь покоится Дэниел Тейт» (2017) во много основана на том периоде жизни Бурдена, когда он выдавал себя за Николаса Бэркли.